# Cosgaya
Cosgaya é uma localidade da Espanha no município de Camaleño e na comarca de Liébana, situada na extremidade ocidental da província e comunidade autónoma da Cantábria. Em 2021 tinha 47 habitantes.